# Nathan Morgan
Nathan Morgan (* 30. Juni 1978) ist ein ehemaliger britischer Weitspringer.
Bei den Weltmeisterschaften 1999 in Sevilla schied er in der Qualifikation aus.
2002 siegte er für England startend bei den Commonwealth Games in Manchester. Bei den Weltmeisterschaften 2003 in Paris/Saint-Denis kam er erneut nicht über die erste Runde hinaus.
2006 wurde er Elfter bei den Europameisterschaften in Göteborg.
1998 und 2001 wurde er Englischer Meister im Freien, 2005 in der Halle.

## Bestleistungen
- Weitsprung: 8,26 m, 20. Juli 2003, Hamburg
  - Halle: 8,05 m, 28. Januar 2006, Glasgow